# Mazurkowo (województwo zachodniopomorskie)
Mazurkowo – osada w Polsce położona w województwie zachodniopomorskim, w powiecie gryfińskim, w gminie Stare Czarnowo w sołectwie Kołowo. Według danych z 19 lutego 2014 w miejscowości zameldowane są dwie osoby. Osada, położona w pobliżu granic Szczecina (okolice ul. Sennej) zabudowana jest dwoma budynkami mieszkalnymi i jednym gospodarczym. Nazwa miejscowości weszła w życie z dniem 1 stycznia 2005.